# さあ冒険だ
「さあ冒険だ」（さあぼうけんだ）は、1995年9月1日に発売された和田アキ子の59枚目のシングル。

## 概要
フジテレビ系列『ポンキッキーズ』挿入歌として企画された楽曲であり、同番組に歌手として楽曲参加している森高千里、石井竜也等が作詞作曲を手がけた。なお、作詞は森高と糸井重里が共同で担当した。
番組内ではオリジナル版の他、オーケストラ・ロック風にアレンジされたインストゥルメンタル版がBGMとして使用された。
PVとして使用されている映像は、サイレント映画『月世界旅行』にガチャピンやムックなどの映像を合成加工したもの。女の子たちが踊るPVもある。

## 収録曲
1. さあ冒険だ
作詞：森高千里 with S. Itoi／作曲：カールスモーキー石井／編曲：米米CLUB
2. さあ冒険だ（インストゥルメンタル〜アコースティック・ヴァージョン）
3. さあ冒険だ（オリジナル・カラオケ）

## 収録アルバム
- 『ポンキッキーズ・メロディ2』（1998年12月1日）
- ベスト『Wada Akiko Dynamite Best 1968-2008』（2008年11月26日）

## カバー
- 矢野顕子が、2010年発売のアルバム『音楽堂』にてピアノ弾き語りカバー。
- シスターラビッツが、フジテレビ系列『ポンキッキーズ21』で、アレンジをされた歌とオリジナルのダンスを付けてカバー。
- 大原櫻子が2018年9月5日発売の『アッコがおまかせ～和田アキ子50周年記念トリビュート・アルバム～』にてカバー。同日には配信限定シングルとしてもリリースされた。